# Sympistis fortis
Sympistis fortis är en fjärilsart som beskrevs av Butler 1880. Sympistis fortis ingår i släktet Sympistis och familjen nattflyn. Inga underarter finns listade i Catalogue of Life.